# Petur Ilka
Petur Ilka, született Vitárius Ilona (Rákoscsaba, 1912. február 1. – Budapest, 1993. március 9.) Jászai Mari-díjas magyar színésznő.

## Életútja
Vitárius József és Dakó Rozália lánya. A Zeneakadémia ének szakán végezte tanulmányait. 1934–től 1943-ig vándortársulatokban játszott, majd 1943 és 1950 között a szegedi színházban lépett fel. Ezt követően három évig Győrben, másik három évig pedig Pécsett szerepelt. 1956 és 1964 között a Petőfi Színházban és a Jókai Színházban játszott, majd 1966-tól a Pannónia Filmstúdiónál dolgozott egészen nyugdíjazásáig. 1954-ben Jászai Mari-díjjal jutalmazták, 1985-ben megkapta az érdemes művész kitüntetést.

## Fontosabb színházi szerepei
- Bornemisza Péter–Móricz Zsigmond: Magyar Elektra – Elektra
- Jacobi Victor – Sybill
- Jókai Mór–Hevesi Sándor: A kőszívű ember fiai – Baradlayné
- Katona József: Bánk bán – Gertrudis
- Lehár Ferenc: Cigányszerelem – Zórika
- Szigligeti Ede: A cigány – Rózsi
- William Shakespare: Lear király – Goneril

## Filmszerepei
- Szervusz, Péter! (1939) – Tornay Péter barátnője
- Tökéletes férfi (1939) – özv. Szebenyi Andrásné Eszter
- Erzsébet királyné (1940) – udvarhölgy
- Hintónjáró szerelem (1955)
- Külvárosi legenda (1957)
- Csigalépcső (1958)
- A vak (1962, TV film)
- Májusi fagy (1962)
- Kertes házak utcája (1963)
- A szélhámosnő (1963)
- Új Gilgames (1964)
- Húsz óra (1965)
- Mátyás király Debrecenben (1965, TV film)
- Rózsa Sándor (1971, TV-sorozat)
- Szerelem (1971)
- Csárdáskirálynő (1971)
- Vasárnapok (1971, TV film)
- Irgalom (1973, TV-sorozat)
- Hét tonna dollár (1974)
- Végül (1974)
- Illatos út a semmibe (1974)
- Ki van a tojásban (1974)
- A törökfejes kopja (1975)
- Tűzgömbök (1975)
- Beszterce ostroma (1976, TV-sorozat)
- Tizenegy több mint három (1976, TV-film)
- Megtörtént bűnügyek (1978, TV-sorozat)
- Drága kisfiam (1978)
- A ménesgazda (1978)
- Horváték (1981, TV film)
- Liszt Ferenc (1982, TV-sorozat)
- Elcserélt szerelem (1983)
- Csak a testvérem (1986, TV film)
- Szomszédok (1987-88, TV-sorozat)
- A trónörökös (1989, TV film)